# Edgar Adams
Edgar Holmes Adams (Grafton, 7 aprile 1868 – Bayville, 5 maggio 1940) è stato un nuotatore, tuffatore e numismatico statunitense.

## Carriera
Partecipò alle gare di nuoto e di tuffi della III Olimpiade di St. Louis del 1904 e vinse una medaglia d'argento, nei tuffi per distanza, percorrendo 17,52 metri, preceduto solo da William Dickey.
Prese parte anche alla gara delle 220 iarde stile libero, classificandosi quarto, così come arrivò ai piedi del podio nella gara delle 880 iarde stile libero. Gareggiò anche nella gara di 1 miglio stile libero, dove si qualificò per la finale, senza vincere alcuna medaglia.
Con la squadra dei New York Athletic Club, partecipò alla gara di staffetta 4x50 iarde stile libero, arrivando quarti in finale.

## Numismatico
Conclusa l'attività agonistica, si dedicò alla numismatica. Come numismatico Adams fu un prolifico autore e scrisse assieme a William H. Woodin United States Pattern, Trial, and Experimental Pieces, ma è anche conosciuto per il testo di riferimento Private Gold Coinages of California, 1849-1855 : Its History and Its Issues, in origine pubblicato in parti (1911-1912) ne American Journal of Numismatics.
Dal 1912 al 1915 lavorò come editor al The Numismatist, la rivista dell'American Numismatic Association.
È stato inserito nella Numismatic Hall of Fame nel 1969.